# Mikalay Ramanyuk
Mikalay Ramanyuk (tiếng Belarus: Мікалай Раманюк; tiếng Nga: Николай Романюк; sinh 2 tháng 6 năm 1984) là một cầu thủ bóng đá Belarus. Tính đến năm 2017, anh thi đấu cho Gorodeya.

## Danh hiệu
Naftan Novopolotsk
- Vô địch Cúp bóng đá Belarus: 2008–09, 2011–12